# Muntanyes Baviaanskloof
Les muntanyes Baviaanskloof (en afrikaans: Baviaanskloofberge) és una serralada que es troba al nord del Baviaanskloof i formen part del Cinturó de Plecs del Cap. La muntanya s'estén de l'est a l'oest, es troba a l'est d'Antoniesberg i s'estén fins a Groot-Winterhoekberge. El punt més alt és Scholtzberg (1625 m). Al sud de Baviaanskloof hi ha les muntanyes de Kouga. Studtis es troba al sud de les muntanyes Baviaanskloof al llarg del riu Baviaanskloof.

## Font
- https://www.baviaans.co.za/page/geology